# Suzuki Kosuke
Kosuke Suzuki (sinh ngày 16 tháng 6 năm 1981) là một cầu thủ bóng đá người Nhật Bản.

## Sự nghiệp câu lạc bộ
Kosuke Suzuki đã từng chơi cho Shimizu S-Pulse và Ventforet Kofu.